# Imbaba
Imbaba (arab. إمبابة) – dzielnica Gizy w północnym Egipcie. W roku 1970 Imbaba liczyła 226,3 tys. mieszkańców, w 2008 roku mieszkało tu już 1,1 miliona osób. Miejsce bitwy pod piramidami w 1798.
Imbaba jest przedmieściem i slumsami zamieszkiwanym przez biedniejszych niż w stolicy mieszkańców i rzadko odwiedzane przez turystów. Miejscowa społeczność zdominowana jest przez muzułmanów.